# MCM BCFeh 4/4 1–3 und 6
Die BCFeh 4/4 1–3 sind elektrische Personentriebwagen mit Gepäckabteil für den gemischten Zahnrad- und Adhäsionsbetrieb, die 1908 zur Betriebseröffnung der meterspurigen Monthey-Champéry-Morgins-Bahn (MCM) beschafft wurden. Beim BCFeh 4/4 6 handelt es sich um einen 1909, bereits ein Jahr nach der Betriebseröffnung, erfolgten Gelegenheitskauf eines weitgehend baugleichen Triebwagen, der ursprünglich für die Stresa-Mottarone-Bahn (FSM) in Italien bestimmt war. Die für das Zahnstangensystem Strub ausgelegten Triebwagen wurden von der Schweizerischen Industrie-Gesellschaft in Neuhausen am Rheinfall erbaut, wobei die elektrische Ausrüstung von der Elektrizitätsgesellschaft Alioth in Münchenstein und die Drehgestelle von der Schweizerischen Lokomotiv- und Maschinenfabrik (SLM) in Winterthur stammen. Der Triebwagen BCFeh 4/4 6 ist bei der Museumsbahn Blonay–Chamby (BC) in der Westschweiz erhalten geblieben.

## Konstruktion

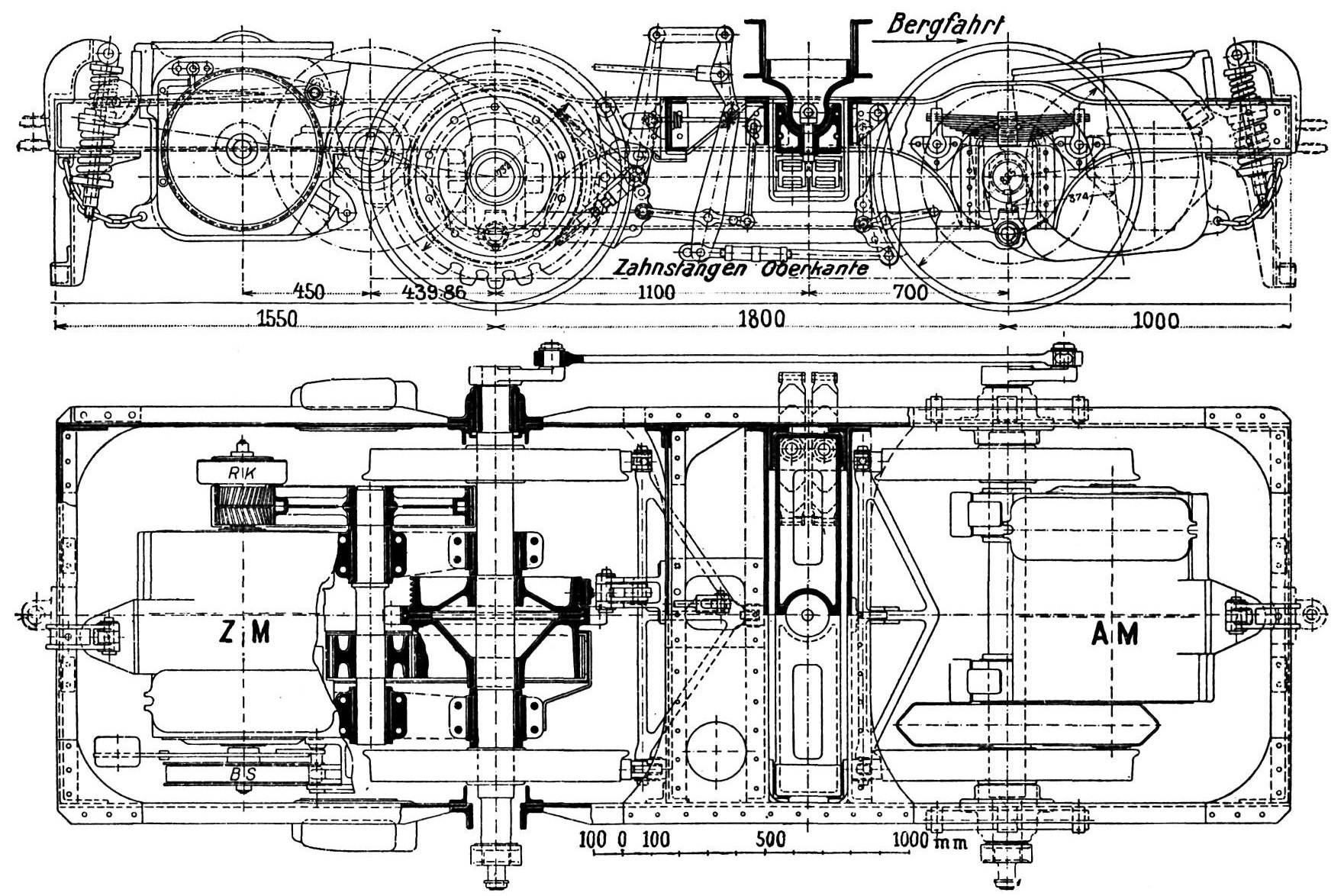
Zeichnung des Drehgestells für gemischten Adhäsions- und Zahnradantrieb

Die Triebwagen charakterisierten sich bei der Ablieferung durch die beiden Drehgestelle mit Stangenantrieb, einen Mitteleinstieg und Holzrahmenfenster, die nicht in Form zweier schmaler Zwillingsfenster ausgeführt sind, sondern als grosses Fenster mit zwei durch einen senkrechten Holzsteg getrennten Glasscheiben. Ebenso typisch ist für diese Triebwagen, dass die Mittelpufferkupplung mit unten liegender einfacher Schraubenkupplung in einer Verlängerung des Untergestells integriert ist. Ansonsten haben sie die damals übliche Bauweise mit einem Untergestell und einem verblechten Holzaufbau.
In den beiden Drehgestellen ist jeweils ein Motor für den Adhäsions- und einer für den Zahnradantrieb untergebracht. Ersterer treibt eine der beiden Achsen über ein einfach übersetztes Getriebe an, von der aus wird die andere Achse über ausserhalb des Drehgestellrahmens liegende Kuppelstangen angetrieben. Der andere Motor treibt das auf der zweiten Achse lose aufgesetzte Zahnrad über eine doppelte Übersetzung an.
Im Adhäsionsbetrieb sind nur die beiden dafür vorgesehenen Motoren in Betrieb. Beim Einsatz im Zahnradbetrieb arbeiten alle vier Motoren, wobei die Adhäsionsmotoren hier der deutlich langsameren Fahrgeschwindigkeit wegen nur in Serienschaltung eingesetzt werden können. Demzufolge stehen den Triebwagen Nummer 1–3 im Adhäsionsbetrieb 2 × 75 PS, insgesamt nur 150 PS zur Verfügung. Im Zahnradbetrieb sind es 2 × 75 PS für die beiden Motoren des Zahnradantriebes und die Hälfte von 2 × 75 PS für die Motoren des Adhäsionsbetrieb, insgesamt 225 PS. Beim Triebwagen Nummer 6 stehen nach den gleichen rechnerischen Grundsätzen im Adhäsionsbetrieb 190 PS zur Verfügung, im Zahnstangenbetrieb 285 PS. Alle vier Triebwagen haben eine Druckluft- und Widerstandsbremse. Zwei unabhängig auf die Zahnräder und die Treibräder des Adhäsionsbetrieb wirkende Handbremsen ergänzten die Bremsausrüstung.

## Geschichte
1916 wurde beim Wagen 3 in den eigenen Werkstätten in Monthey das Abteil der Polsterklasse zugunsten eines grösseren Gepäckraumes aufgehoben, die Bezeichnung lautete fortan CFe 4/4. Anlässlich der Klassenreform wurde der Wagen 6 von BCFeh 4/4 in ABFeh 4/4 umbezeichnet. Per 1962 änderte sich die Bezeichnung des Wagens 6 nochmals von ABFeh 4/4 in ABDeh 4/4, um 1975 als historische Triebfahrzeug wieder die ursprüngliche, kurzzeitige zum Beginn der Elektrotraktion in der Schweiz gültige Bezeichnung BCFe 4 angeschrieben zu erhalten.
Sie behielten auch nach der Fusion der Aigle-Ollon-Monthey-Bahn und der Monthey-Champéry-Morgins-Bahn zur Aigle-Ollon-Monthey-Champéry-Bahn im Jahre 1946 ihre ursprüngliche Nummerierung.

## Einsatzgebiete
Die Triebwagen verkehrten fast ausschliesslich auf der mit mehreren Zahnstangenabschnitten versehenen Bahnstrecke Monthey–Champéry. Einzig der Triebwagen Nummer 6 wurde nach der umfassenden Erneuerung des Fahrzeugparkes 1954 in der Funktion als Diensttriebwagen auch auf der Bahnstrecke Aigle–Ollon–Monthey eingesetzt.
Die Fahrzeuge besassen während der ganzen Betriebsdauer einen hellgrau/weissen Anstrich. Nur der Triebwagen 6 war spätestens ab 1954, der genaue Zeitpunkt der Umlackierung ist nicht überliefert, bis 1975 in grün/creme lackiert.

## Verbleib
Nach der Ablieferung der neuen Triebwagen für gemischten Adhäsions- und Zahnradbetrieb BDeh 4/4 501 bis 504 wurden die Triebwagen 1 bis 3 1954 ausser Betrieb gesetzt und dann abgebrochen. Erhalten geblieben ist der etwas stärkere und jüngere Triebwagen 6. Dies obschon er 1971 auch ausser Betrieb gesetzt wurde, wurde dieser 1975 wieder in Betrieb genommen. Nachdem er durch die Museumsbahn Blonay–Chamby wieder in den ursprünglichen Farben lackiert worden ist, wurde er nach einer letzten Fahrt auf seiner ursprünglichen Bahnstrecke im Jahre 1976, als Schenkung übernommen. Anlässlich der 100-Jahr-Feier der Aigle–Ollon–Monthey–Champéry-Bahn im Jahre 2008 kehrte er auf seine Stammstrecke zurück und wurde bei den Transports Publics du Chablais (TPC) in En Châlex zusammen mit dem Personenwagen BC2 10 von 1908 aufgearbeitet.